# The Uppsala English Bookshop

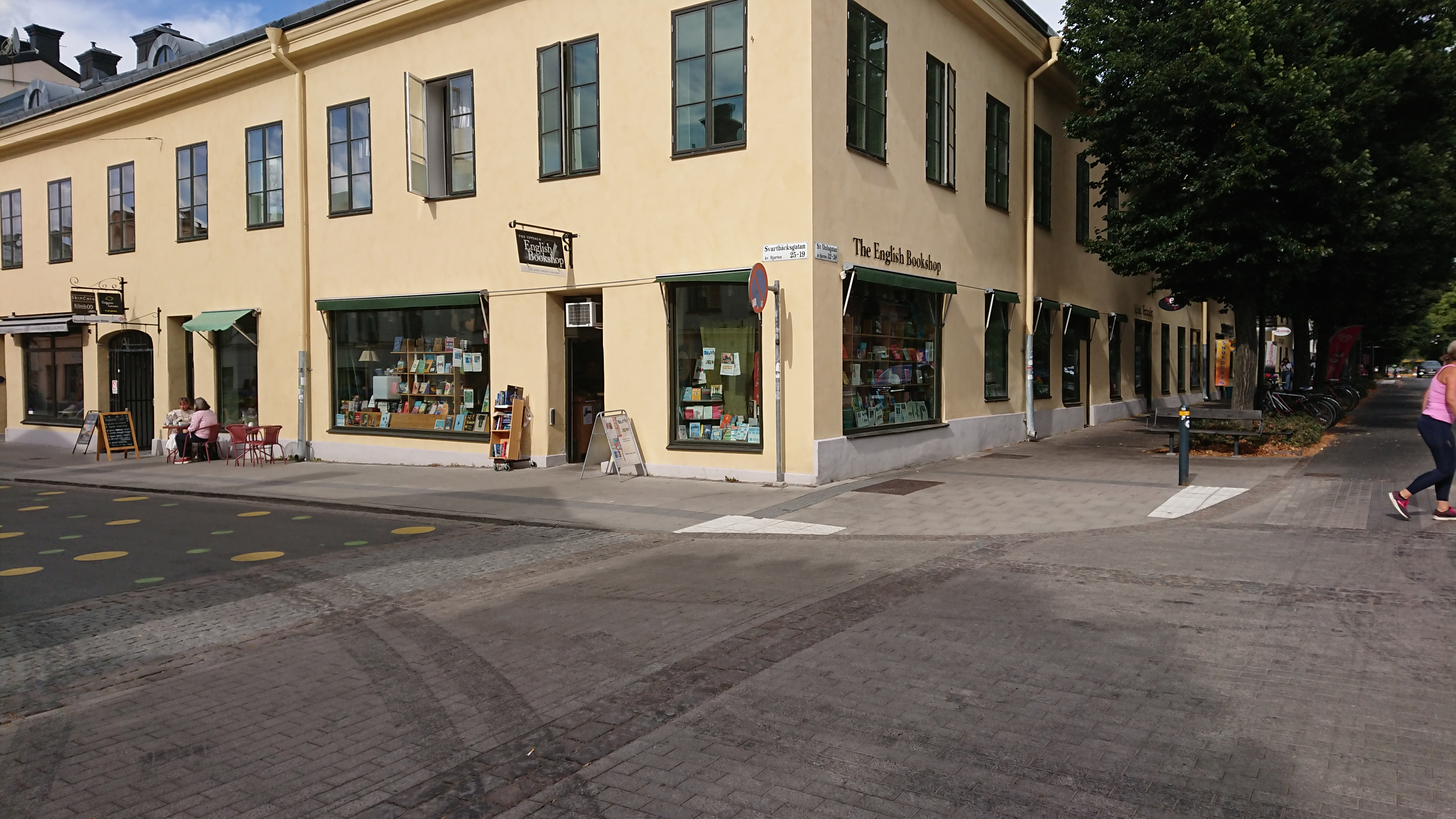
The Uppsala English Bookshop vid korsningen S:t Olofsgatan / Svartbäcksgatan.

The Uppsala English Bookshop är en bokhandel för engelskspråkig litteratur på Svartbäcksgatan 19 i Uppsala, Sverige. Den utnämndes 2018 till vinnare i den internationella klassen Bookstore of the Year på Londons bokmässa, året efter att Shakespeare and Company i Paris fått samma utmärkelse. Bokhandeln grundades av Jan Smedh och Christer Valdeson 1995 i de ursprungliga lokalerna på Svartbäcksgatan 30. Företaget driver sedan 2008 även bokhandeln The English Bookshop på Södermannagatan 22 i Stockholm. År 2022 öppnade den tredje butiken på Kungsgatan 19 i Göteborg.